# Terratrèmol de Caldera de 1420
El terratrèmol de Caldera de 1420 va sacsejar la porció sud del desert d'Atacama l'31 d'agost de 1420 i va causar tsunamis a Xile, a Hawaii i a poblacions del Japó. Es creu que el terratrèmol va tenir una magnitud de 8'8-9'4 Mw. Existeixen registres històrics del tsunami als ports japonesos de Kawarago i Aiga, on els residents, confosos, van veure com l'aigua s'allunyava el matí del primer de setembre sense cap senyal de terratrèmol. A Xile també es van produir esllavissades a la costa.